# Barantolla orientalis
Barantolla orientalis is een borstelworm uit de familie Capitellidae.
De wetenschappelijke naam van de soort werd in 1998 gepubliceerd door Yabe & Mawatari.